# Óscar Rojas (meksykański piłkarz)
Óscar Adrián „Kevin” Rojas Castillón (ur. 2 sierpnia 1981 w mieście Meksyk) – meksykański piłkarz występujący na pozycji prawego obrońcy, obecnie zawodnik Puebli.

## Kariera klubowa
Rojas pochodzi ze stołecznego miasta Meksyk i jest wychowankiem akademii juniorskiej tamtejszego zespołu Club América. Jako dziewiętnastolatek – jeszcze zanim został włączony do treningów pierwszej drużyny – udał się na wypożyczenie do drugoligowego Querétaro FC, gdzie spędził rok w roli podstawowego zawodnika. Po powrocie do Amériki, za kadencji szkoleniowca Manuela Lapuente, zadebiutował w meksykańskiej Primera División, 13 października 2001 w przegranym 1:2 spotkaniu z Celayą. Początkowo pełnił jednak rolę głębokiego rezerwowego; w wiosennym sezonie Verano 2002 zdobył ze swoim klubem tytuł mistrza Meksyku, ani razu nie pojawiając się jednak na ligowych boiskach. Bezpośrednio po tym sukcesie przeniósł się do beniaminka najwyższej klasy rozgrywkowej – ekipy San Luis FC z siedzibą w San Luis Potosí, będącego zespołem partnerskim Amériki (obydwa kluby posiadały wspólnego właściciela – przedsiębiorstwo Televisa). Tam już w pierwszym meczu, 4 sierpnia 2002 w zremisowanej 1:1 konfrontacji z Querétaro, strzelił swojego premierowego gola w pierwszej lidze, zaś ogółem w barwach San Luis grał jako kluczowy obrońca przez dwa lata.
Latem 2004 Rojas powrócił do swojego macierzystego Club América, gdzie od razu wywalczył sobie niepodważalne miejsce na boku obrony. W wiosennym sezonie Clausura 2005, będąc jednym z wyróżniających się graczy zespołu, zdobył z prowadzoną przez trenera Mario Carrillo drużyną swoje drugie mistrzostwo Meksyku, a w tym samym roku wywalczył również krajowy superpuchar – Campeón de Campeones. W 2006 roku wygrał najbardziej prestiżowe rozgrywki północnoamerykańskiego kontynentu – Puchar Mistrzów CONCACAF. Kilka miesięcy później wziął natomiast udział w Klubowych Mistrzostwach Świata, gdzie América zajęła czwarte miejsce. W sezonie Clausura 2007 zanotował tytuł wicemistrza kraju, w tym samym roku zajmując również drugie miejsce w rozgrywkach kwalifikacyjnych do Copa Libertadores – InterLidze i dotarł do finału południowoamerykańskich rozgrywek Copa Sudamericana. W 2008 roku wygrał natomiast rozgrywki InterLigi. Ogółem w barwach Amériki spędził osiem lat, przez cały ten czas mając pewną pozycję w wyjściowym składzie.
W lipcu 2012 Rojas został wypożyczony do drużyny CF Pachuca, w której występował przez rok jako podstawowy obrońca, jednak nie potrafił nawiązać do osiągnięć odnoszonych z Américą. Bezpośrednio po tym przeszedł do ekipy Puebla FC, gdzie również od razu wywalczył sobie miejsce w wyjściowej jedenastce i w jesiennym sezonie Apertura 2014 dotarł z nią do finału krajowego pucharu – Copa MX. Pół roku później, w sezonie Clausura 2015, triumfował natomiast w tych rozgrywkach, a w tym samym roku wywalczył również z Pueblą superpuchar Meksyku – Supercopa MX.

## Kariera reprezentacyjna
W listopadzie 2002 Rojas został powołany przez Carlosa de los Cobosa do olimpijskiej reprezentacji Meksyku U-23 na Igrzyska Ameryki Środkowej i Karaibów w San Salvador. Tam miał niepodważalne miejsce w wyjściowym składzie, będąc centralną postacią drużyny – rozegrał wówczas wszystkie pięć meczów w pełnym wymiarze czasowym. Jego drużyna dotarła natomiast do finału męskiego turnieju piłkarskiego, gdzie po serii rzutów karnych uległa gospodarzom – Salwadorowi (1:1, 3:4 k) i zdobyła ostatecznie srebrny medal igrzysk.
W seniorskiej reprezentacji Meksyku Rojas zadebiutował za kadencji selekcjonera Ricardo La Volpe, 7 września 2005 w wygranym 5:0 meczu z Panamą w ramach eliminacji do Mistrzostw Świata w Niemczech. Ogółem podczas tych kwalifikacji – udanych ostatecznie dla jego drużyny – rozegrał trzy spotkania (na osiemnaście możliwych), nie znalazł się jednak w składzie na mundial. Pierwszego i zarazem jedynego gola w kadrze narodowej strzelił natomiast 10 czerwca 2009 w wygranej 2:1 konfrontacji z Trynidadem i Tobago, wchodzącej w skład eliminacji do Mistrzostw Świata w RPA, podczas których czterokrotnie pojawiał się na boiskach (również na osiemnaście możliwych meczów). Ponownie nie został jednak powołany – tym razem przez Javiera Aguirre – na światowy czempionat. Ogółem swój bilans reprezentacyjny zamknął na osiemnastu występach.

## Statystyki kariery

### Klubowe
| Querétaro    | 2000–2001 | Meksyk | Ascenso MX | 29  | 2  | —  | — | —                        | —  | — | 29  | 2  |
| Club América | 2001–2002 | Meksyk | Liga MX    | 3   | 0  | —  | — | —                        | —  | — | 3   | 0  |
| San Luis     | 2002–2003 | Meksyk | Liga MX    | 32  | 1  | —  | — | —                        | —  | — | 32  | 1  |
| San Luis     | 2003–2004 | Meksyk | Liga MX    | 36  | 1  | —  | — | —                        | —  | — | 36  | 1  |
| Club América | 2004–2005 | Meksyk | Liga MX    | 38  | 3  | 3  | 0 | —                        | —  | — | 41  | 3  |
| Club América | 2005–2006 | Meksyk | Liga MX    | 32  | 2  | —  | — | CS + LMC                 | 9  | 0 | 41  | 2  |
| Club América | 2006–2007 | Meksyk | Liga MX    | 35  | 2  | 4  | 0 | KMŚ + CL                 | 9  | 2 | 48  | 4  |
| Club América | 2007–2008 | Meksyk | Liga MX    | 28  | 1  | 4  | 0 | SL + CS + CL             | 22 | 0 | 54  | 1  |
| Club América | 2008–2009 | Meksyk | Liga MX    | 24  | 0  | —  | — | —                        | —  | — | 24  | 0  |
| Club América | 2009–2010 | Meksyk | Liga MX    | 34  | 0  | 3  | 0 | —                        | —  | — | 37  | 0  |
| Club América | 2010–2011 | Meksyk | Liga MX    | 39  | 0  | —  | — | CL                       | 8  | 0 | 47  | 0  |
| Club América | 2011–2012 | Meksyk | Liga MX    | 26  | 1  | —  | — | —                        | —  | — | 26  | 1  |
| Pachuca      | 2012–2013 | Meksyk | Liga MX    | 30  | 0  | 3  | 0 | —                        | —  | — | 33  | 0  |
| Puebla       | 2013–2014 | Meksyk | Liga MX    | 34  | 0  | —  | — | —                        | —  | — | 34  | 0  |
| Puebla       | 2014–2015 | Meksyk | Liga MX    | 25  | 0  | 4  | 0 | —                        | —  | — | 29  | 0  |
| Puebla       | 2015–2016 | Meksyk | Liga MX    | 34  | 0  | 2  | 0 | —                        | —  | — | 36  | 0  |
| Puebla       | 2016–2017 | Meksyk | Liga MX    | 0   | 0  | 0  | 0 | —                        | —  | — | 0   | 0  |
| Ogółem       | Ogółem    | Ogółem | Ogółem     | 479 | 13 | 23 | 0 | CS + LMC + KMŚ + CL + SL | 48 | 2 | 550 | 15 |

- CS – Copa Sudamericana
- LMC – Liga Mistrzów CONCACAF
- KMŚ – Klubowe Mistrzostwa Świata
- CL – Copa Libertadores
- SL – SuperLiga

### Reprezentacyjne
| Meksyk | Meksyk | 2005   | 1  | 0 | 3 | 0 | — | — | — | 4  | 0 |
| Meksyk | Meksyk | 2006   | 2  | 0 | — | — | — | — | — | 2  | 0 |
| Meksyk | Meksyk | 2007   | 2  | 0 | — | — | — | — | — | 2  | 0 |
| Meksyk | Meksyk | 2008   | 2  | 0 | 1 | 0 | — | — | — | 3  | 0 |
| Meksyk | Meksyk | 2009   | 2  | 0 | 3 | 1 | — | — | — | 5  | 1 |
| Meksyk | Meksyk | 2010   | 2  | 0 | — | — | — | — | — | 2  | 0 |
| Ogółem | Ogółem | Ogółem | 11 | 0 | 7 | 1 | — | — | — | 18 | 1 |